# Linux Unified Key Setup
Em computação, o Linux Unified Key Setup (LUKS), em português Configuração Unificada de Chave do Linux, é uma especificação de criptografia de disco criada por Clemens Fruhwirth em 2004 e originalmente destinada ao Linux.
Enquanto a maioria dos softwares de criptografia de disco implementa formatos diferentes e incompatíveis, não documentados, o LUKS especifica um formato padrão em disco independente de plataforma para uso em várias ferramentas. Isso não apenas facilita a compatibilidade e a interoperabilidade entre os diferentes programas, mas também garante que todos eles implementem o gerenciamento de senhas de maneira segura e documentada.
A implementação de referência para o LUKS opera no Linux e é baseada em uma versão aprimorada do cryptsetup, usando o dm-crypt como o backend de criptografia de disco. No Microsoft Windows, os discos criptografados pelo LUKS podem ser usados com o LibreCrypt (antigo DoxBox).
O projeto do LUKS teve como objetivo a conformidade com o esquema de configuração de chave segura TKS1.